# Eudejeania browni
Eudejeania browni là một loài ruồi trong họ Tachinidae.